# إيرين تايلور (راكبة الكنو)
إيرين تايلور (بالإنجليزية: Erin Taylor)‏ هي راكبة الكنو نيوزيلندية، ولدت في 8 يونيو 1987.

## وصلات خارجية
- إيرين تايلور على موقع أوليمبيديا (الإنجليزية)
- إيرين تايلور على موقع اللجنة الأولمبية النيوزيلندية (الإنجليزية)